# Cimișeni
Cimișeni es una comuna y pueblo de la República de Moldavia ubicada en el distrito de Criuleni.
En 2004 la comuna tiene una población de 2868 habitantes, la casi totalidad de los cuales son étnicamente moldavos-rumanos.
Se ubica unos 15 km al este de Chisináu, sobre la carretera M14, en el límite con el distrito de Anenii Noi.